# ТДР
Творница духана Ровињ (ТДР; „Фабрика дувана Ровињ”), највећи је произвођач цигарета у региону југоисточне Европе. Уз матично тржиште Хрватске, ТДР послује у свим државама бивше Југославије, као и Чешкој, Италији, Шпанији и Њемачкој, а градњу фабрике цигарета планира и у Ирану.
ТДР се развила из погона за снабдијевање официра аустроугарске војске цигарама основаног 1872. године. До краја Првог свјетског рата погон је пословао у саставу аустријског дуванског монопола, а између два свјетска рата био је део италијанског дуванског монопола. Након Другог свјетског рата, реновирана су машинска постројења ровињске фабрике, што је резултовало ширењем производног асортимана и модернизовањем дистрибуционе мреже. осамдесетих година 20. века настао је Ronhill најпознатији бренд ТДР-а, а деведесетих година 20. века Творница духана Ровињ постаје водећа дуванска компанија на хрватском тржишту.
У јануару 2001. ТДР је основала властиту туристичку компанију Adria Resorts (данашња Маистра). У децембру 2003. основана је Адрис група, као кровна корпорација унутар које ТДР постаје дуванска дивизија, и у свој састав укључује и компаније Хрватски духани и Истраграфика. У мају 2007. ТДР је отворио нове производне погоне у мјесту Канфанар, недалеко Ровиња, и тако производњу измјестио из средишта Ровиња, гдје је остала управа компаније.
2015. године Адрис група продала је Творницу духана Ровињ (ТДР) мултинационалној компанији British American Tobacco (BAT).